# Bogdana (okręg Vaslui)
Bogdana – wieś w Rumunii, w okręgu Vaslui, w gminie Bogdana. W 2011 roku liczyła 568 mieszkańców.